# مثنی بن حارث شیبانی
مثنی‌بن‌حارثه شیبانی در اواخر دوران ساسانی در رأس یکی از دسته‌های مربوط به قبایل بکر بن وائل قرار داشت. در دوران پایانی سلسلهٔ ساسانی زمانی که ضعف و انحطاط قدرت مرکزی در ایران آشکار شد، مثنی بن حارثه شیبانی و سوید بن قطبه که او نیز سر دستهٔ یکی از قبیله‌های بکر بن وائل بود، کسانی را گرد خود درآوردند و در سرزمین‌های مرزی ایران به تاخت و تاز پرداختند. داستان جنگ و گریزهای مثنی بن حارثه شیبانی در کتاب اخبارالطوال اثر دینوری به تفصیل آمده است.

## تاریخچه
دینوری نوشته است هنگامی که پوران‌دخت دختر خسروپرویز به شاهی نشست، چنین شایع شد که ایرانیان پادشاه ندارند، و از این رو به یک زن پناه برده‌اند. پس دو مرد از قبیلهٔ بکر بن وائل که یکی را مثنی بن حارثه شیبانی می‌خواندند و دیگری را سویدبن‌قطبه با کسانی که گرد خود درآوردند، در سرزمین‌های مرزی ایران به تاخت و تاز پرداختند. مثنی از ناحیهٔ حیره به غارت و چپاول می‌پرداخت و سوید بن قطبه عجلی از ناحیهٔ آبلة (واقع در یمن امروزی)، آنها به دهقانان حمله می‌کردند و آنچه می‌توانستند به غارت می‌بردند و چون آنها را دنبال می‌کردند به داخل صحرا می‌گریختند و در آنجا کسی آنها را تعقیب نمی‌کرد.
کاری که مثنی بدان دست زد و به سبب آن هم آشفتگی وضع دولت ایران نمودار گردید و هم او نام و شهرتی کسب کرد، حمله به بازار سالیانه‌ای در منطقه‌ای که امروزه بغداد قرار دارد، در نزدیکی تیسفون پایتخت ایران بود. آن منطقه گذشته از مزایای طبیعی آن، از لحاظ اقتصادی و بازرگانی هم دارای وضعی ممتاز بود چون در مسیر راه ابریشم که آن زمان به نام راه خراسان خوانده می‌شد، قرار داشت و به سبب راه‌های متعدد آبی و زمینی که از آنجا می‌گذشت، یکی از مراکز مهم تبادل کالا در این راه به‌شمار می‌رفت و به همین سبب در آنجا در طی سال بازارهای متعددی تشکیل می‌شد. در این ایام که مثنی در روستاهای مرزی و داخلهٔ ایران به تاخت و تاز و قتل و غارت می‌پرداخت، مصادف بود با موسم برپائی بازار سالیانهٔ آنجا، این بازاری بود، جهانی که از هر سو از راه‌های دور و نزدیک از چین و خاوردور گرفته تا روم و مراکز بازرگانی غربی و سرزمین‌های عربی بازرگانان با کاروان‌های پر از کالا و نقدینهٔ بسیار برای معامله بدانجا روی می‌آوردند و به داد و ستد می‌پرداختند. مثنی پس از آگاهی از آن بازار، به قصد غافلگیر ساختن آنها، با سواران خود شبانه فاصلهٔ بین خود و بازار را با شتاب پیمود و هر کس را در راه عازم دید، از رفتن بازداشت تا خبر به آنها نرسد و بامدادان، هنگامی که مردم سرگرم داد و ستد بودند، به ناگاه با سواران خود به بازار حمله برد و شمشیر در میان آنها نهاد. مردم که غافلگیر شده‌بودند، از ترس جان، مال و خواستهٔ خود را رها کرده گریختند. مثنی برای این که بتواند با شتاب بگریزد به سوارانش دستور داد که تنها به حمل زر و سیم و آن مقدار از کالاهای گرانبها که بتوانند بر پشت اسبان خود حمل کنند، بپردازند. سپس با شتاب از آنجا گریختند و در حین گریز همچنان از تعقیب محافظان و مرزداران ایران در بیم و هراس بودند تا آنگاه که به رود سیلحین رسیدند و کسی را در تعقیب خویش نیافتند.

## نقش مثنی در حمله اعراب به ایران
مقارن پایان جنگ‌های رده مثنی اسلام آورد و بدینگونه خود را به مسلمین باز بست تا تقریباً تمام عرب را پشت سر خویش داشته باشد. مثنی پس از اینکه دریافت هیچ حرکتی از سوی محافظان و مرزداران ایران برای تعقیب آنان مشاهده نمی‌شود، خود را به مدینه رسانید و به دیدن خلیفهٔ وقت ابوبکر رفته، خرابی اوضاع ایران را برای خلیفه باز نمود و او را به جنگ با ایران تشویق کرد. ابوبکر بی‌آنکه برای جنگ با ایران آمادگی یا نقشهٔ روشنی داشته‌باشد، او را در جنگ رخصت داد و در دنبال او خالد بن ولید را روانه کرد و به مثنی نوشت که در برخورد با ایرانیان از خالد فرمانبرداری کند. بنا به روایتی ابوبکر به خواست او که فرستادن گروهی همراه با او برای حمله به روستاهای ایران بود، توجهی نکرد و دستور داد که او خود را در اختیار خالد بن ولید که در دنبالهٔ جنگ‌های رده اکنون در آبادی‌های مرزی ایران به تاخت و تاز مشغول بود، بگذارد؛ ولی چون در همان ایام ابوبکر بدرود زندگی گفت و عمر بن خطاب به جای او به خلافت نشست، تلقینات مثنی در این خلیفه زمینه‌ای مساعد یافت و چنان‌که از سیر حوادث بر می‌آید، تلقینات وی در تحریک آن خلیفه به حمله به ایران اثر کلی داشته است. مثنی بن حارث شیبانی از زخمی که در جنگ پل برداشته بود، فوت کرد.